# 나카가와촌 (미에현 이치시군)
나카가와촌(中川村)은 일본 미에현 이치시군에 설치되었던 촌이다. 현재의 마쓰사카시의 일부에 해당한다.